# Камбанкови
Камбанкови (Campanulaceae) е семейство покритосеменни растения от разред Asterales. Включва около 2000 вида в 70 рода, разпространени почти в целия свят с най-голямо разнообразие в Северното полукълбо и Южна Африка. Повечето са тревисти растения и храсти, рядко малки дървета.

## Родове
- Adenophora
- Apetahia
- Astrocodon
- Asyneuma
- Azorina
- Berenice
- Brighamia
- Burmeistera
- Campanula – Камбанка
- Campanulastrum
- Canarina
- Centropogon
- Clermontia
- Codonopsis
- Craterocapsa
- Cryptocodon
- Cyananthus
- Cyanea
- Cylindrocarpa
- Cyphia
- Cyphocarpus
- Delissea
- Diastatea
- Dielsantha
- Downingia
- Echinocodon
- Edraianthus – Звънче
- Feeria
- Gadellia
- Githopsis
- Grammatotheca
- Gunillaea
- Hanabusaya
- Heterochaenia
- Heterocodon
- Heterotoma
- Hippobroma
- Homocodon
- Howellia
- Hypsela
- Jasione
- Laurentia
- Legenere
- Legousia
- Leptocodon
- Lightfootia
- Lobelia
- Lysipomia
- Merciera
- Michauxia
- Microcodon
- Monopsis
- Musschia
- Namacodon
- Nemacladus
- Nesocodon
- Numaeacampa
- Ostrowskia
- Palmerella
- Parishella
- Peracarpa
- Petromarula
- Physoplexis
- Phyteuma
- Platycodon – Платикодон
- Popoviocodonia
- Porterella
- Pratia
- Prismatocarpus
- Pseudonemacladus
- Rhigiophyllum
- Roella
- Rollandia
- Ruthiella
- Sclerotheca
- Sergia
- Siphocampylus
- Siphocodon
- Symphyandra – Симфиандра
- Theilera
- Trachelium – Трахелиум
- Treichelia
- Trematolobelia
- Trimeris
- Triodanis
- Unigenes
- Wahlenbergia
- Zeugandra